# Verbo servile
I verbi servili (o modali) funzionano normalmente come verbi ausiliari.
Come le copule i verbi servili sono una classe ristretta.
La loro caratteristica sintattica più importante è l'espansione a infinito puro, quindi la proprietà di precedere immediatamente il verbo all'infinito.
In unione con l'infinito di un altro verbo modificano il loro significato.
- I verbi servili sono quelli che reggono l'infinito di un altro verbo, attribuendo all'azione una specifica modalità.
- I verbi servili esprimono per esempio desiderio, proposito, possibilità, permesso, capacità o necessità.
- In italiano i verbi servili classici sono dovere, potere, volere più sapere (nel senso di "essere capace", "essere in grado di").

Esempi:
necessità, obbligo: Devo finire gli esercizi.
possibilità: Posso venire alle 9.
volontà: Voglio andarmene velocemente.
capacità: So contare fino a mille in inglese.
Quali siano i verbi modali di una lingua è sempre questione discussa, il che si rispecchia in italiano nella domanda se sapere sia o no un verbo modale.

## Analisi logica dei verbi servili
In analisi logica i verbi servili costituiscono un solo predicato verbale con il verbo all'infinito da loro retto.
Esempi
1) Devo andare a scuola.
Analisi logica
Io: soggetto sottinteso
devo andare: predicato verbale
a scuola: complemento di moto a luogo
2) Non posso venire alle cinque.
Analisi logica
Io: soggetto sottinteso
(non)posso venire: predicato verbale
alle cinque: complemento di tempo determinato

## Analisi del periodo dei verbi servili
Nell'analisi del periodo i verbi servili costituiscono un solo predicato verbale con il verbo all'infinito da loro retto. Se in una proposizione subordinata ci sono verbi servili la proposizione è sempre esplicita. Le proposizioni si dicono esplicite quando hanno il verbo di modo definito ed implicite quando hanno il verbo di modo indefinito. Le proposizioni principali si definiscono sempre esplicite, mentre le proposizioni subordinate possono essere sia esplicite che implicite, appunto, salvo quando ci sono i verbi servili, per cui si definiscono sempre esplicite.
Esempi
1) Devo andare a scuola perché dobbiamo finire il cartellone.
Analisi del periodo
Devo andare a scuola: Proposizione principale o reggente
Perché dobbiamo finire il cartellone: Proposizione subordinata di 1º grado esplicita
2) Dovresti avere imparato tante di quelle cose da poterle insegnare agli altri.
Analisi del periodo
Dovresti avere imparato tante di quelle cose: Proposizione principale o reggente
da poterle insegnare agli altri: Proposizione subordinata di 1º grado implicita